# Culebra (Venezuela)
Culebra —también conocida como La Culebra o Belén— es una aldea yekuana de la parroquia venezolana de Huachamacare. El nombre Culebra proviene de una piedra de 25 m de largo que se encuentra en el río Cunucunuma y también da nombre a un raudal cercano. Fundada por la misión evangélica Nuevas Tribus y declarada patrimonio cultural de Venezuela, tenía 60 habitantes en 1963, 90 en 1974 y 250 en 1982. Ubicada en una pequeña sabana a orillas del Cunucunuma —cuatro horas río arriba de Acanaña—, está rodeada por el Parque Nacional Duida-Marahuaca —cerro Huachamacare al Norte y cerro Culebra al Sur—, y tiene al Este la desembocadura del caño Negro. Elevada a 150 m s. n. m., tiene una temperatura media de 25 °C. Su zona urbana mide 760 m de longitud y 300 m de latitud, y está compuesta por treinta attas (churuatas), gallineros, la sede de la Superintendencia del Duida-Marahuaca, una fábrica de casabe, una escuela (Wasudy), un ambulatorio rural tipo I, un dispensario, un comedor, una casa comunitaria y una planta eléctrica. Fuera de la zona urbana hay un campamento turístico y una cancha de voleibol, y al Sur un cercado delimita una pista de aterrizaje de 600 m. En la aldea hay yacimientos arqueológicos de cerámicas. La compañía Turtle Tours visita la aldea en su recorrido a la región yanomami.
En la aldea se han estado desarrollando proyectos indigenistas. En 1983, representantes de comunidades yekuanas discutieron allí el no publicado manual de cultura yekuana de la Fundación La Salle. En 1993 y 1994, se realizaron en Culebra las tres asambleas del proyecto de autodemarcación yekuana, dedicado a la elaboración de mapas del territorio ancestral yekuana kunuhana y el reclamo de su reconocimiento al gobierno venezolano.

## Proyecto de autodemarcación yekuana
Desde 1993, en reacción a la masacre de Haximú y motivados por la Cumbre de la Tierra de Río, líderes yekuanas kunuhanas han estado elaborando mapas de su tierra ancestral y reclamando su reconocimiento al gobierno venezolano. Las tres asambleas del proyecto se hicieron en Culebra. En 1993, la primera asamblea —asistida por siete poblados— coordinó la demarcación del territorio por legado y mandato del héroe ancestral Kuyujani, acordando que gran parte de esa tierra se ha perdido y que es necesario defenderla para hacer justicia y garantizar un desarrollo sostenible; además, se acordó hacer un registro escrito de la tradición oral yekuana kunuhana. La segunda asamblea aprobó el registro escrito, Esperando a Kuyujani, abriendo una agenda común entre cristianos y tradicionalistas tras treinta años de conflicto. En 1994, la tercera asamblea fue asistida por quince poblados y las oenegés Otro Futuro y Proyecto de Observación Local de la Tierra, y como financiante, la Asamblea de las Naciones Originarias. Allí se dibujó un mapa de la tierra ancestral —incluyendo lugares sagrados— y se acordó la metodología y la organización de seis equipos para elaborar el mapa técnico, completado en dos meses. Se está elaborando un tercer mapa que mostrará los recursos naturales, los usos del suelo y elementos culturales, incluyendo los hitos del viaje de Kuyujani y otros lugares históricos. Otro Futuro está elaborando un libelo explicando el significado del proyecto y un video sobre los trabajos hechos.